# Wim Kok

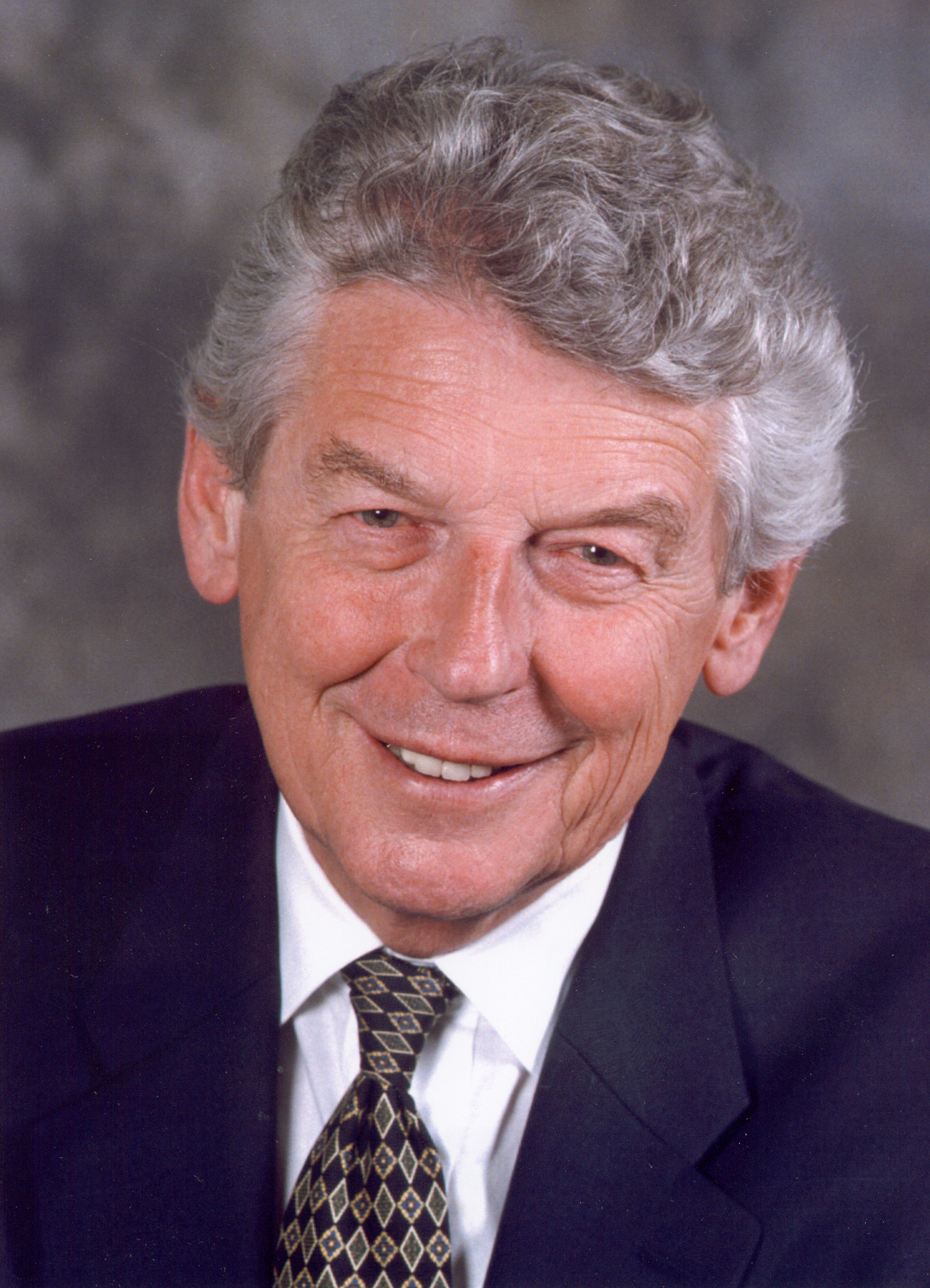
Wim Kok, 1994

Willem (Wim) Kok (* 29. September 1938 in Bergambacht, Südholland; † 20. Oktober 2018 in Amsterdam) war ein niederländischer Politiker (PvdA) und Gewerkschaftsfunktionär. Er war von 1994 bis 2002 Ministerpräsident der Niederlande zweier aufeinanderfolgender Kabinette – der paarse kabinetten (Lila Kabinette) oder „Kok I“ und „Kok II“. Gemeint war damit die Zusammenarbeit von Sozialdemokraten mit beiden liberalen Parteien.

## Ausbildung, Familie und Gewerkschaftskarriere

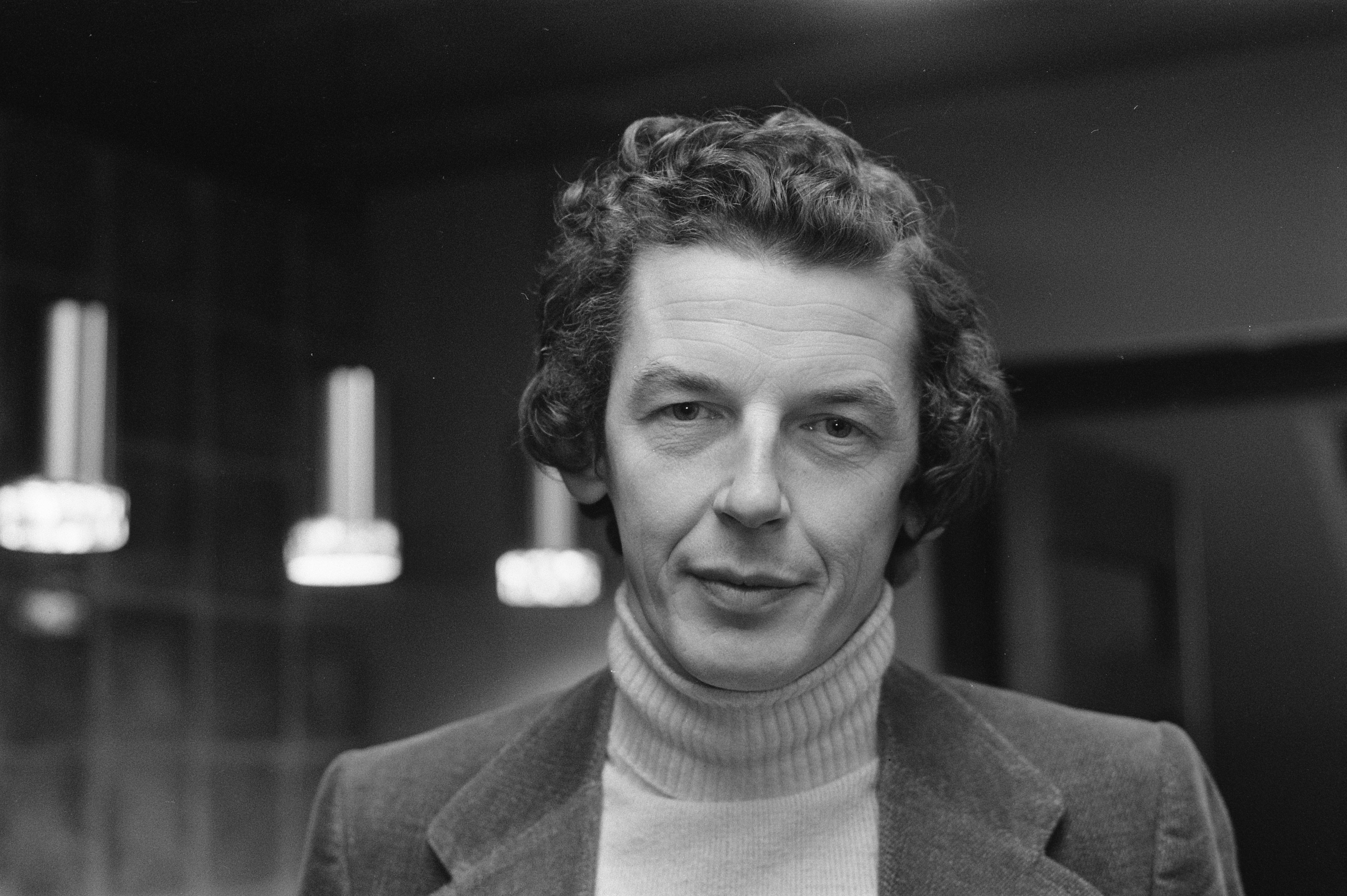
Wim Kok als Gewerkschaftsfunktionär, 1972

Nach seiner Ausbildung an der Wirtschaftsuniversität Nijenrode, der damals einzigen privaten Universität der Niederlande, und der Ableistung seiner Wehrpflicht arbeitete Kok kurze Zeit in einem Außenhandelsbüro.
Wim Kok begann seine Karriere 1961 als Gewerkschaftssekretär bei der Baugewerkschaft Algemene Nederlandse Bouwbedrijfsbond (ANB), später als Bouwbond NVV bekannt. Er heiratete 1965 Rita Roukema, die bereits zwei Kinder aus erster Ehe hatte. 1967 wurde er in den Vorstand des ANB gewählt, wo er für europäische Fragen, Wohnungswesen und Entwicklungszusammenarbeit zuständig war. Zwei Jahre später kam Kok in den Hauptvorstand des sozialdemokratisch ausgerichteten Gewerkschaftsbunds Nederlands Verbond van Vakverenigingen (NVV). 
Ab 1973 war er Vorsitzender des NVV, der 1976 mit dem katholischen NKV zur Federatie Nederlandse Vakbeweging (FNV) fusionierte. Dieser stand Kok bis September 1985 vor. In dieser Zeit war er auch Vizevorsitzender des Sociaal-Economische Raad (SER) sowie Arbeitnehmervorsitzender der Stichting van de Arbeid (Stiftung der Arbeit), einem Gremium, das die Regierung bei der Sozialpolitik berät und worin Arbeitnehmer und Arbeitgeber gleichermaßen vertreten sind. Von 1985 bis 1986 war Kok Gastdozent am Institute of Social Studies in Den Haag und Berater des EG-Kommissionspräsidenten Jacques Delors zu sozialen Aspekten der Einführung neuer Technologien.

## Politische Karriere

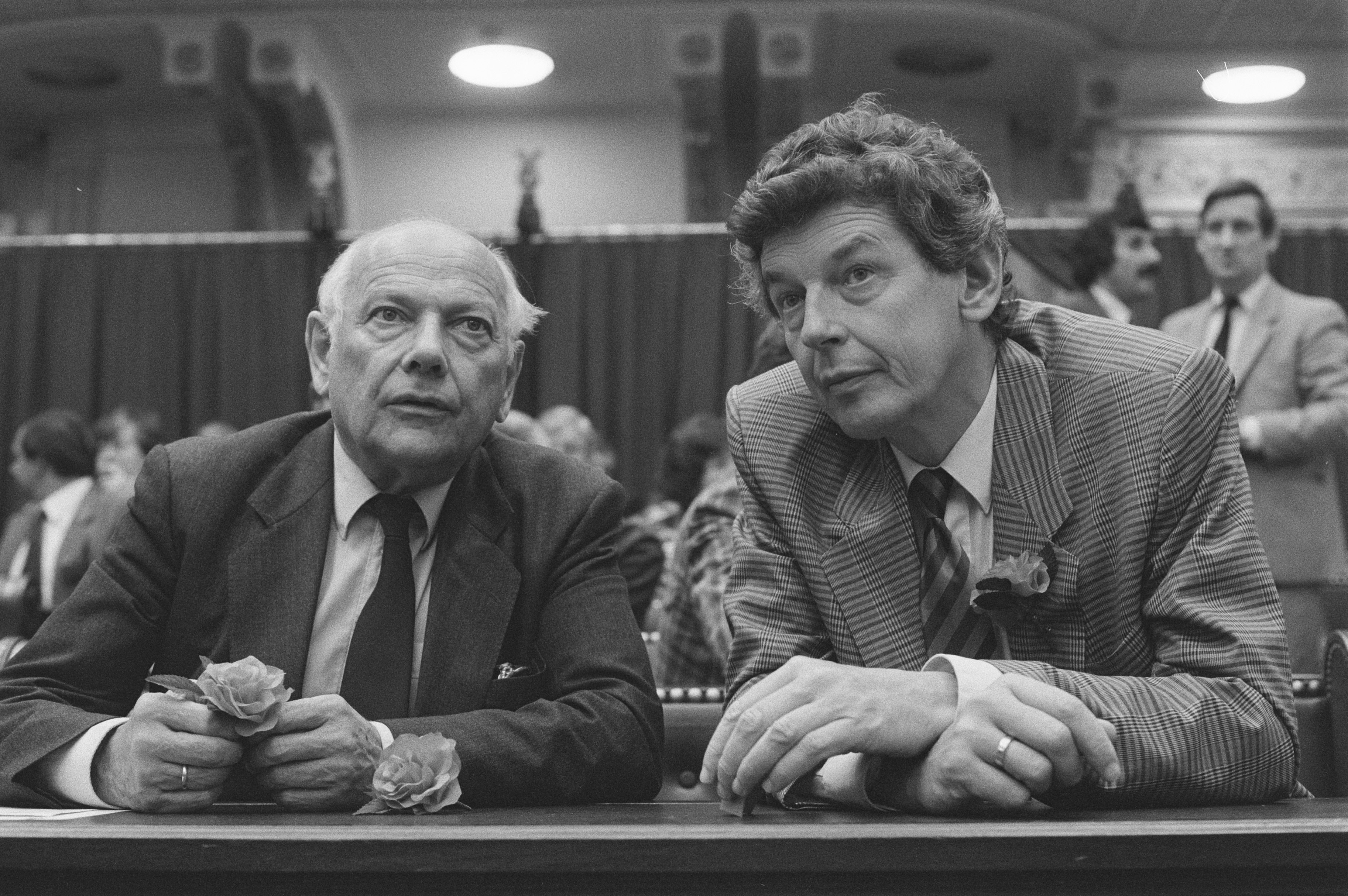
Wim Kok (rechts) mit seinem Vorgänger an der PvdA-Spitze Joop den Uyl, 1986

Kok, der bereits seit 1961 der Partij van de Arbeid (PvdA) angehörte, wurde bei der Parlamentswahl 1986 in die Zweite Kammer der Generalstaaten gewählt. Dort übernahm er als Nachfolger Joop den Uyls am 21. Juli 1986 den Fraktionsvorsitz und zugleich die Rolle des politischen Führers (politiek leider) der PvdA. Bei der vorgezogenen Parlamentswahl 1989 war Kok Spitzenkandidat (lijsttrekker) der PvdA, die drei Sitze verlor. Von 1989 bis 2003 war er Vizepräsident der Sozialistischen Internationale. 
Von November 1989 bis August 1994 war er Finanzminister und Vizepremier im dritten Kabinett von Ruud Lubbers, einer Koalition aus Christ- und Sozialdemokraten. Zugleich war er Vizevorsitzender der niederländischen Zentralbank. Bei der Parlamentswahl im Mai 1994 verlor die PvdA 12 Sitze, noch größer waren aber die Verluste des bisherigen Koalitionspartners CDA. Starke Zugewinne hatten hingegen die beiden liberalen Parteien VVD (rechtsliberal) und Democraten 66 (linksliberal). 111 Tage nach der Wahl gelang Kok die Bildung der ersten „lila“ (paars) Koalition – benannt nach der Mischfarbe aus dem Rot der Sozialdemokraten und dem Blau der Liberalen. Die Christdemokraten, die seit Ende des Zweiten Weltkriegs ununterbrochen an der Regierung beteiligt gewesen waren, mussten in die Opposition. Am 22. August 1994 wurde Wim Kok als Ministerpräsident vereidigt. Bei der Parlamentswahl 1998 legten sowohl die Sozialdemokraten als auch die Rechtsliberalen deutlich hinzu, während D66 verloren. Anschließend wurde die sozial-liberale Koalition fortgesetzt (Kabinett Kok II).
Kok hatte bereits während seiner Zeit als Finanzminister eine stringente Sparpolitik geführt. Diesen Kurs setzte er als Premierminister fort. So konnten neue Arbeitsplätze entstehen und die Wirtschaft wachsen. Ihm gelang es, die früheren Opponenten PvdA und VVD im Interesse der Bürger zur Zusammenarbeit zu bewegen und die Finanzen zu sanieren. Bürgern und Unternehmen wurden Steuererleichterungen gewährt, was zu höheren Investitionen und Wirtschaftswachstum führte. Dadurch kam es während des zweiten Kabinetts Kok zu einem Arbeitskräftemangel. Besonders in Schulen und Krankenhäusern wurde das Personal knapp. Die Folge waren viele Freistunden für die Schüler und oft lange Wartelisten für Operationen. Wichtige Punkte seiner beiden Kabinette lagen auf immateriellem Gebiet. So wurde unter seiner Führung im Dezember 2000 – als erstem Land der Welt – die Eheschließung für Homosexuelle eingeführt und im April 2001 sowohl assistierter Suizid (Beihilfe zur Selbsttötung) als auch unter bestimmten Bedingungen aktive Sterbehilfe (Tötung auf Verlangen) erlaubt. Außerdem wurden auf ökonomischem Gebiet Liberalisierungen durchgeführt, beispielsweise im Energiesektor und bei den Ladenöffnungszeiten. 
2001 wurde Koks Umgang mit der Frage Zorreguieta sehr gelobt. Der Vater von Máxima Zorreguieta – der damaligen Verlobten des Thronfolgers Willem-Alexander (seit 2013 König und Königin) – war wegen seiner unklaren Rolle während der argentinischen Diktatur unter Videla in den Niederlanden sehr umstritten. Kok wurde als integer, nüchtern und national und international respektiert beschrieben. Trotz seiner Führungsqualitäten und der großen Sympathie, die er in großen Teilen der niederländischen Bevölkerung genoss, wurde am Ende seiner Amtszeit eine „Anti-Paars“-Stimmung spürbar, nicht nur, aber auch durch das Erscheinen von Pim Fortuyn auf dem politischen Parkett. Das zweite Kabinett Kok war vor allem in der letzten Phase bei der Lösung der Probleme im Gesundheits- und Bildungswesen wenig erfolgreich; all das führte zur Wahlniederlage der PvdA. Schon ein Jahr vor der Wahl 2002 kündigte Kok seinen Abschied von der aktiven Politik an. Die Position des Parteiführers übergab er am 15. Dezember 2001 an den Fraktionsvorsitzenden Ad Melkert.
Am 16. April 2002 traten Kok und sein komplettes zweites Kabinett einen Monat vor den Wahlen zurück. Er übernahm damit die politische Verantwortung für die katastrophal verlaufene Operation der niederländischen Blauhelm-Soldaten der UN-Mission UNPROFOR, die zum Massaker von Srebrenica geführt hatte. Direkter Auslöser für den Rücktritt Koks waren die Ergebnisse der Untersuchungen des Niederländischen Instituts für Kriegsdokumentation (NIOD) zur Rolle der niederländischen Soldaten, die eigentlich für den Schutz der Bevölkerung verantwortlich gewesen waren. Bei der Parlamentswahl im Mai 2002 stürzte die PvdA unter dem Spitzenkandidaten Ad Melkert von 29 auf 15 Prozent der Stimmen ab und verlor fast die Hälfte ihrer Sitze. Am 22. Juli 2002 übergab Wim Kok die Regierungsführung an den Christdemokraten Jan Peter Balkenende.

## Nach der Politik
Am 11. April 2003 wurde Wim Kok Minister van Staat. Dieser Ehrentitel wird in besonderen Fällen vom König (damals von Königin Beatrix) auf Antrag des Ministerrats auf Lebenszeit verliehen. Die Minister van Staat sind nicht Mitglied des Ministerrats, können aber in manchen Situationen vom König oder vom Kabinett um Rat gefragt werden, beispielsweise bei der Regierungsbildung oder komplizierten staatsrechtlichen Fragen. Am 10. Dezember 2003 wurde Kok die Ehrendoktorwürde der Philosophischen Fakultät der Westfälischen Wilhelms-Universität Münster verliehen. Gewürdigt wurde sein Einsatz für die Verbesserung und Intensivierung der deutsch-niederländischen Beziehungen.
Von 2003 bis 2004 war Kok Vorsitzender verschiedener High Level Groups, die den Europäischen Rat und die Europäische Kommission zur EU-Erweiterung und zu Wachstum und Beschäftigung berieten. Von 2009 bis 2014 war er Vorsitzender des Club de Madrid, einer Denkfabrik ehemaliger Regierungschefs.
Ab 2003 gehörte er den Aufsichtsräten der ING Groep (bis 2009), Shell (bis 2011) und PostNL (bis 2013) an.